# Le Cheval gris
Le Cheval gris (néerlandais : De Schimmel) est une peinture à l'huile sur panneau créée par le peintre néerlandais Philips Wouwerman vers 1646.
Elle montre en son centre un cheval gris vu de l'arrière, que tient un jeune homme. Le tableau est conservé au Rijksmuseum Amsterdam.

## Réalisation
Cette œuvre est peinte vers 1646.

## Description
La peinture montre une prédominance de couleurs marrons et grises. La selle rouge du cheval apporte une touche de couleur.
En son centre un cheval gris est vu de l'arrière, tenu par un jeune homme également vu de dos. Un chien accompagne ces deux protagonistes.

## Historique
C'est l'avant-dernière peinture de Wouwerman acquise par le Rijksmuseum Amsterdam, en 1894 ; elle est devenue l'une des peintures préférées des amateurs de cet artiste au XXe siècle.